# Dick Advocaat
Dick Advocaat (Hága, 1947. szeptember 22. –) holland labdarúgó, labdarúgóedző. Megfordult már az orosz, a holland, a belga, az Egyesült Arab Emirátusok és a dél-koreai nemzeti együttesnél is a kispadon.
Játékosként nem volt különösebben sikeres az ADO Den Haagnál kezdte pályafutását 1967-ben, huszonegy esztendősen mutatkozott be az élvonalban, ahonnan gyorsan az Amerikai Egyesült Államok felé vette a irányt, a San Francisco Golden Gate Galeshez, egy hamvában holt kísérlet és az United Soccer Association megalapítása után próbálták a sportágat népszerűsíteni az USA-ban.
1968-ban játékosként egyetlen trófeáját nyerte, az ADO Den Haaggal a Holland Kupában diadalmaskodtak, összesen csaknem százötven bajnokit játszott a klub színeiben, amely az 1971-72-es idényben fuzionált a Holland Sporttal és lett FC Den Haag. 1973-ban váltott és a Rodához igazolt, ahol szintén lehúzott százhuszonegy meccset, majd következett a VVV Venlo két éven át. 1978-ban az USA-ba ment a Chicago Stingsnél játszott a NASL nevű bajnokságban, ahonnan kétszer is hazatért a holtidényben, előbb az FC Den Haagba, majd a Sparta Rotterdamba. Pályafutása végén játszott még a belga másodosztályban a Berchem Sportban, hazatérve az Utrechtnél fejezte be labdarúgó pályafutását.
Játékos karrierje utolsó négy évében egy amatőr együttes, a Door Samenwerking Verkregen Pijnacker (DSVP) irányítását is elvállalta mint edző, ahová eredetileg Jaap bátyját kérték fel, ám ő nem fogadta el a felkérést, inkább Dicket ajánlotta.
1984-ben aztán érkezett a nagy ajánlat, ami megváltoztatta az életét: Rinus Michels kérte fel a válogatott mellé másodedzőnek! Innen ered Dick Advocaat beceneve is , a "kisgenerális", ami tulajdonképpen egykori mesterére, Rinus Michelsre utal vissza, őt becézték "generálisnak". Az Eb-selejtezőkön elbuktak, pontosabban a spanyolok kigolyózták őket, akik hogy, hogy nem, de utolsó meccsüket 12-1-re nyerték Málta ellen, amivel jobb gólkülönbséggel megelőzték a hollandokat a csoportjukban.
1987-ben Advocaat megkapta első profi felkérését is, a HFC Haarlemtől, itt két évig dolgozott, aztán a Schiedamse Voetbal Vereniging következett, amellyel megnyerte a másodosztályt, így meglepetésre feljutott az élvonalba az 1989-90-es idényben! Az első osztályban sikerült megkapaszkodni a tizenhatodik hellyel a közben a Dordrechttel fuzionáló klubnak SVV/Dordrecht '90 néven, de csupán a rájátszásban.
1990-ben ismét Michels hívta a válogatott mellé segédjének, most sikerült a kvalifikáció az Eb-re 1992-ben, a torna után Advocaat lett a szövetségi kapitány. A vb-selejtezőket sikerrel vette, kijutott a tornára, amelynek az USA adott otthont, ám a világbajnokságot megelőzően úgy tűnt, hogy leváltják Johan Cruijffra, ám végül az egykori labdarúgó legenda nem vállalta el a felkérést, így mégis maradt Advocaat a posztján. A selejtezők alatt összekülönbözött Ruud Gullittal, aki lemondta nála a válogatottságot. A negyeddöntőben Brazília elleni 3-2-es vereséggel estek ki, amely máig az egyik valaha volt legemlékezetesebb mérkőzése a nagy tornáknak!
1995-ben a PSV irányítását vette át Kees Rijverstől az idény közben, a csapattal harmadik lett a bajnokságban. Olyan játékosok dolgoztak a keze alatt, mint a brazil Ronaldo és Luc Nilis. A következő idényben ezüstérmes lett a klubbal és megnyerte a Holland Kupát. A nyáron érkezett a keretbe Jaap Stam, az 1996-97-es idényben sikerült megnyerni az aranyérmet az Eredivisiében. 1998 nyáron távozott az eindhoveniektől és a Rangers FC invitálását fogadta el Skóciába! A glasgowiak tizenkét év után először nem nyertek semmit az idényben, azt megelőzően viszont kilenc bajnoki aranyt gyűjtöttek be sorozatban, olyan játékosokkal, mint Ally McCoist, Ian Durrant, Andy Goram és Stuart McCall. Advocaatra várt a feladat, hogy megújítsa a keretet, érkezett Giovanni van Bronckhorst, Arthur Numan és Andrej Kancselszkisz is többek között. Első idényében sikerült a triplázás (bajnokság, kupa és ligakupa). Második évében ligarekordot jelentő előnnyel (21 pont!) végeztek az élen a bajnokságban, megvédték a címüket a kupában a Rangers játékosai Advocaattal a kispadon és a BL-ben is helytálltak a csoportkörben.
Advocaat harmadik idénye nem volt ennyire sikeres, érkezett Tore André Flo tizenkétmillió fontért, viszont nem jöttek az eredmények, most a Celtic triplázott, Martin O’Neill-el a kispadon! A BL-be ismét sikerült bejutnia a Rangersnek, ám a továbbjutás ismét elmaradt, az UEFA kupában a Kaiserslautern verte ki őket. 2001 decemberében lemondott posztjáról a menedzser, akit Alex McLeish váltott.
2002 januárjában Luois van Gaalt váltotta a válogatott szövetségi kapitányi posztján, akivel nem sikerült kijutnia a vb-re a hollandoknak. Az Eb-selejtezőket viszont sikerrel vették pótselejtezők után. Érdekes momentum, hogy ott Skócia volt az Oranje ellenfele, amelyet 6-1-es intéztek el a hollandok. Az idegenbeli 0-1 után a sajtó nekiesett a játékosoknak és a kapitánynak is, ezért a hazai 6-0 után senki nem beszélt a sajtó képviselőivel! 2004-ben, az Európa-bajnokságon Portugália állította meg őket az elődöntőben.
A torna után távozott a kapitányi posztról és meglepetésre a Borussia Mönchengladbach ajánlatát fogadta el, ám onnan még az idény vége előtt távoznia kellett (2005 áprilisában), alig hat hónapot töltött csupán ott.
Dick Advocaat 2005 júliusában elfogadta az Egyesült Arab Emirátusok felkéréstét a szövetségi kapitányi posztra, ám csupán szeptemberig maradt, akkor ugyanis érkezett a dél-koreaiak ajánlata, ahonnan Guus Hiddink távozott a világbajnoki negyedik helyet követően és az ázsiai országnál érthetően ismét egy holland szakemberre akarták bízni a nemzeti együttes irányítását, szerződését 2005 október elsején írta alá. Vezetésével a válogatott részt vett a 2006-os vb-n, ahol azonban nem élte túl a csoportkört, Svájc és Franciaország mögött négy ponttal harmadikak lettek, megelőzve Togót. A kiesést követően Advocaat távozott a szövetségi kapitányi posztról, ám szinte azonnal állást kapott, mégpedig a Zenit Szentpétervárnál.
Az orosz együttest fél évvel korábban vásárolta fel a Gazprom nevű állami vállalat, amely a holland trénert kérte fel vezetőedzőnek. Az idény felén akkor már túl volt az együttes, Vlastimil Petrzelát állították fel a kispadról. Advocaattal negyedik helyen végzett az együttes 2006 decemberében, amivel jogot szereztek a 2007-2008-as szezonban az UEFA kupában való indulásra (az orosz liga akkor még tavaszi-őszi rendszerben működött, ezért az egyéves csúszás).
2007-ben a Zenittel bajnoki címet szerzett, ezzel ő lett az első külföldi edző, aki egy csapattal aranyérmet nyert az orosz ligában, akkoriban Andrej Arsavin volt a klub első számú sztárja, aki valamennyi meccsen pályára lépett. Augusztusban Advocaat szerződést kötött az Ausztrál labdarúgó-szövetséggel, elvállalva az újabb szövetségi kapitányi posztot, ám ettől később visszalépett, mert a Zenit új szerződést és évi négymillió dollárt ajánlott neki!
A 2008-as idényben az UEFA kupa menetelés következett, pedig az ősszel nem könnyen jutottak túl a csoportjukból, az öt résztvevőből csak harmadikak lettek, de ez is elég volt a harminckettő közé jutáshoz! Ott előbb a Villarreal ellen, majd a Marseille-jel szemben is idegenben rúgott góllal jutott tovább a Zenit. Odahaza a Lokomotiv Moszkva ellen megnyerték szezonstartként a Szuperkupát 2-0 arányban.
Az UEFA kupában előbb a Bayer Leverkusen, majd a Bayern München ellen jutottak tovább, a döntőben, 2008. május 14-én a skót Rangers volt csapatának ellenfele – hol korábban már dolgozott. 2-0-ra nyertek és második orosz gárdaként megnyerték a második legrangosabb nemzetközi kupát! Augusztusban a Manchester United elleni európai Szuperkupa fináléban is ők voltak a jobbak, a rekordösszegért, az állítólag harmincmillió euróért nem sokkal korábban szerződtetett Danny szerezte meg a döntő gólt a 2-1-re megnyert összecsapáson.
Az újabb kupasorozatban a BL-ben a csoportból nem sikerült továbbjutni, harmadik helyük viszont ismét UEFA Kupa szereplést ért, a tizenhat között viszont az Udinese ezúttal megállította őket.
2009 májusában elfogadta a Belga labdarúgó-szövetség ajánlatát és a következő év januárjától ő lett a válogatott szövetségi kapitánya. Szerződése a Zenittel akkor járt volna le, ám még 2009 augusztusában menesztették a gyenge eredmények miatt, a Zenit végül csak hetedik lett abban az évben az orosz élvonalban.
A belgáknak nem sikerült kijutniuk a 2010-es vb-re, Franky Vercauterentől vette át a posztot Advocaat, kicsit előbb, mint eredetileg tervezték, már 2009 október elsejétől, addigra már elszállt a dél-afrikai tornán való szereplés lehetősége, a két hátralévő selejtezőből a törökök ellenit 2-0-ra nyerték, viszont az észtek ellenit ugyanilyen arányban elbukták.
Mivel a télen sok dolga nem volt, elvállalta az AZ vezetőedzői posztját is párhuzamosan a belga kapitánysággal, 2009 december 9-től. Érdekes módon azonban utóbbiról nem sokkal később lemondott, 2010 április tizenötödikén! A háttérben állítólag az Orosz labdarúgó-szövetség ajánlata volt és az ottani szövetségi kapitányi felkérés – a pletyka igaznak is bizonyult, május közepén már be is jelentették a megállapodást! Az AZral végül ötödik lett a bajnokságban, ami Európa Liga selejtezőt ért a csapatnak, az idény végén elköszönt az együttestől.
Az orosz válogatottnál ismét Guus Hiddinket követte,  négyéves szerződést kötött, az Eb-selejtezőket, ha nem is könnyen, de sikerrel vette a Szbornaja. A szlovákok ellen vereséggel kezdtek, de végül első helyen fejezték be a küzdelmeket. Az Eb döntőjében viszont éppen ellentétes utat jártak be, legyőzték fantasztikus játékkal a cseheket, utána viszont a lengyelek ellen csak döntetlent játszottak, a görögök elleni vereség pedig a búcsút jelentette számukra és Advocaat számára is. Akkorra már tudott volt, hogy a kiesés egyben a búcsúját is jelenti, mert megállapodott a PSV Eindhovennel, amellyel egy idényre érvényes szerződést kötött.